# Cyclanthera hystrix
Cyclanthera hystrix là một loài thực vật có hoa trong họ Cucurbitaceae. Loài này được (Gillies) Arn. mô tả khoa học đầu tiên năm 1841.